# خندق ساندويتش الجنوبي

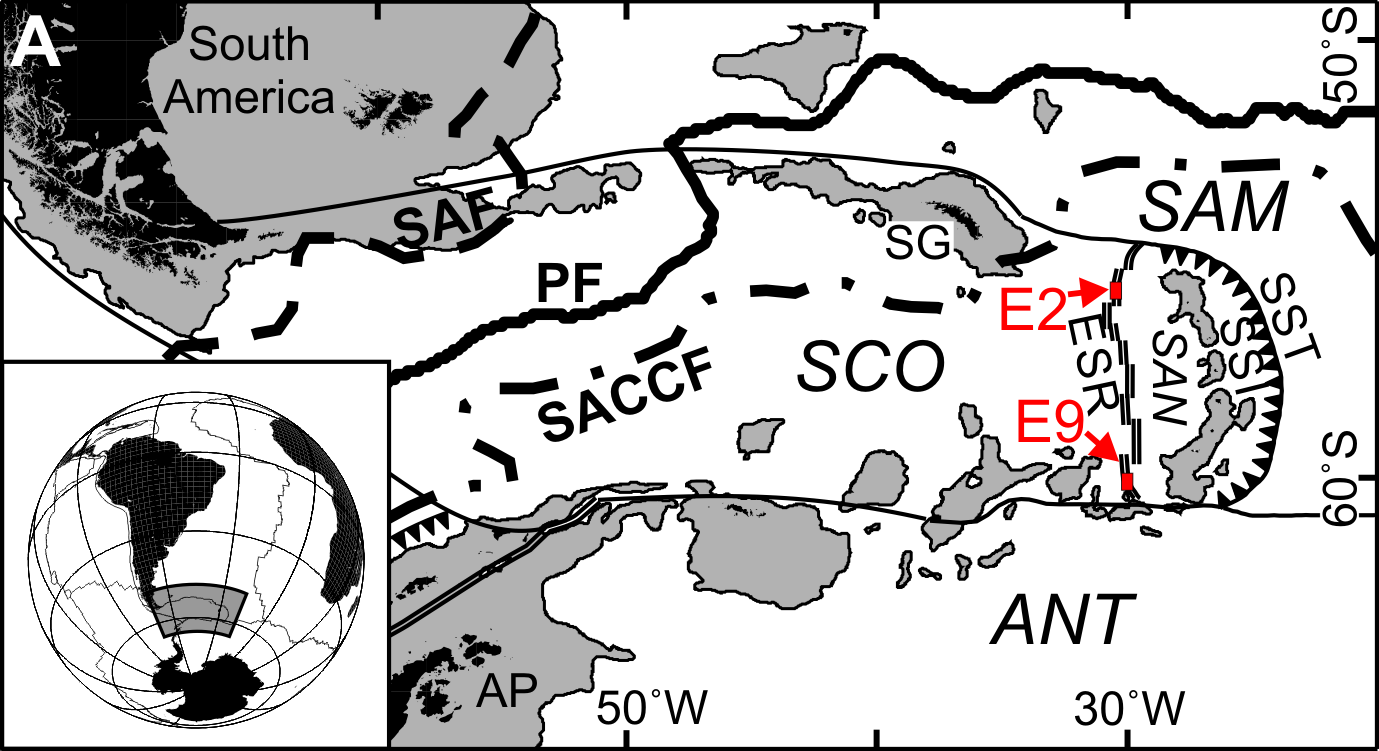
خريطة جيولوجية لصفيحة سكوتيا (SCO) مع خندق ساندويتش الجنوبي (SST) إلى الشرق (خط يحده مثلثات سوداء).

خندق ساندويتش الجنوبي هو خندق محيطي في جنوب المحيط الأطلسي ويمتد إلى المحيط الجنوبي ، ويقع على بعد حوالي 100 كم شرق جزر ساندويتش الجنوبية . إنه خندق اندساس ، بسبب مرور الجزء الجنوبي من صفيحة أمريكا الجنوبية تحت الصفيحة الدقيقة للسندويتشات . هذا الاندساس هو أصل أرخبيل السندويتش البركاني.
هذا الخندق هو الأعمق في جنوب المحيط الأطلسي وثاني أعمق في المحيط الأطلسي بعد خندق بورتوريكو .
يبلغ طوله 965 كم ويصل إلى أقصى عمق 8428 م عند النقطة 55°40′S 25°55′W / 55.667°S 25.917°W تقع شمال شرق جزيرة زادفودوفسكي .
يمتد الخندق جنوبًا إلى ما بعد 60 درجة وبالتالي تصل إلى المحيط الجنوبي، وتشكل أعمق نقطة في هذا المحيط عند 60 درجة جنوبًا و 24 درجة غربًا بعمق 7235 م .